# MTV Video Music Award az év csengőhangjáért
Az MTV Video Music Award az év csengőhangjáért díjat csak 2006-ban adták át. A díj teljes mértékben a nézők szavazatain múlott, akárcsak a többi kategória esetében 2006-ban (kivéve a szakmai kategóriákat).
| Év   | Győztes                                               | További jelöltek |
| ---- | ----------------------------------------------------- | --- |
| 2006 | Fort Minor (közreműködik Holly Brook) —Where'd You Go | - The Black Eyed Peas —My Humps - Bubba Sparxxx (közreműködik a Ying Yang Twins) —Ms. New Booty - Nelly (közreműködik Paul Wall) —Grillz - Kanye West (közreműködik Jamie Foxx) —Gold Digger |